# Мушкетёры (фильм)
«Мушкетёры» (англ. The Three Musketeers) — приключенческий боевик Пола Андерсона, являющийся вольной интерпретацией одноимённого романа Александра Дюма в 3D-формате.

## Сюжет
Начало XVII века. Мушкетёры Атос, Портос, Арамис и девушка Атоса, Анна де Бейль, она же миледи (графиня де Винтер) проникают в тайное хранилище чертежей Леонардо да Винчи, предварительно вырвав ключи от этого хранилища из рук знатных людей. Они похищают чертёж летающего корабля, но миледи оказывается предательницей — она отравляет своих друзей и отдаёт чертежи герцогу Бекингэму. Мушкетёров увольняют со службы после прихода к власти кардинала Ришельё.
Год спустя
Отец д’Артаньяна посылает его в Париж, чтобы тот стал мушкетёром, как и он сам. По дороге в Париж юноша сталкивается с одноглазым незнакомцем, который смеётся над его лошадью. Д'Артаньян вызывает незнакомца на поединок, но тот подло стреляет в него и ранит. От смерти гасконца спасает миледи, которая просит Рошфора оставить его в живых.
Прибыв в Париж, д’Артаньян видит Рошфора в толпе и бросается за ним в погоню, но случайно толкает и оскорбляет Атоса, который вызывает его на дуэль. После этого он оскорбляет по отдельности Арамиса и Портоса на том же месте. На дуэли выясняется, что последние стали секундантами Атоса. Д’Артаньян сообщает о цели своего прибытия в Париж. Но вдруг появились гвардейцы кардинала, среди которых был и капитан Рошфор: они хотели арестовать мушкетёров за нарушение указа о запрете дуэлей. Гасконец первым даёт отпор гвардейцам, вслед за ним идут остальные. Во время удачного боя д’Артаньян встречает девушку по имени Констанция и влюбляется в неё.
В доме мушкетёров д’Артаньян знакомится с мушкетёрами поближе. У них есть весёлый и немного наивный слуга Планше, которого Арамис просит дать гостю у себя ночевать. Также Атос рассказывает д’Артаньяну про миледи, а тот говорит, что видел её с Рошфором, который состоит на службе у кардинала, из чего следует, что миледи поменяла хозяина. На следующий день мушкетёров вызывают в королевский дворец для суда короля Людовика XIII. Но король, обрадовавшись доблести своих воинов, вместо наказания жалует им новые камзолы и золото. Д’Артаньян обнаруживает, что Констанция является фрейлиной королевы.
На следующий день мушкетёры присутствуют на параде в честь приезда Бекингэма, который приезжает для переговоров о заключении мира между Англией и Францией. Герцог поражает всех, прибывая на летающем корабле, построенном по украденным в начале фильма чертежам да Винчи. Вскоре выясняется, что кардинал Ришельё планирует развязать открытую войну между государствами, чтобы захватить власть во Франции. Для этого он посылает миледи подложить королеве Анне любовные письма, написанные от лица Бекингэма, а также похитить ожерелье, подаренное ей королём. Когда Людовик XIII находит письма, он в отчаянии обращается за советом к кардиналу. Ришельё советует не торопиться в выводах и назначить бал, чтобы проверить, наденет ли королева то самое ожерелье, которое, судя по письму, она уже отдала герцогу.
Констанция просит мушкетёров спасти честь королевы и саму Францию — похитить из сокровищницы Бекингэма в лондонском Тауэре ожерелье, которое туда должна подбросить в качестве доказательства измены двойному агенту — миледи. Но предательница знает мушкетёров и как они спланируют ограбление, и рассказывает всё герцогу. Атос догадывается об этом и решает пойти на хитрость, заявляя, что он с Портосом и Арамисом отведут войска от дворца, а д’Артаньян пройдёт в него незаметно. Юноша, переодевшись в стражника, пытается проникнуть в сокровищницу, пока Портос и Арамис отвлекают охрану, однако попадается охранникам. Тут оказывается, что именно он был «приманкой», а мушкетёры в это время похитили летающий корабль, с помощью которого они обстреливают дворец герцога и забирают с собой д’Артаньяна. Однако и это не было всем планом, так как на самом деле миледи не оставила ожерелье у Бэкингема, а взяла с собой и уехала на карете до прибытия мушкетёров. Кучером оказывается не кто иной, как Планше, а сама карета оказывается привязана к воздушному кораблю. Мушкетёры берут миледи в плен и отбирают у неё ожерелье. Атос собирается казнить изменницу, но та сама бросается в море, чтобы он не брал на себя грех её убийства. Атос понимает, что миледи на самом деле любила его. Перед самоубийством она отдала ему свёрток с подтверждением кардинала.
На подлёте к Франции герои сталкиваются с тайно построенным французским воздушным кораблём, которым управляют гвардейцы во главе с Рошфором. Они собираются не дать мушкетёрам вернуть королеве её ожерелье, так как это разрушит планы кардинала. У них в плену находится Констанция, взамен которой они требуют украшение. Д’Артаньян соглашается и по трапу переходит на вражеский корабль вместе с ним. Но Рошфор атакует судно с мушкетёрами и Констанцией орудиями своего превосходящего мощью корабля. Герои прячутся от атаки гвардейцев в туче, а потом и сами неожиданно нападают на своих преследователей сверху и побеждают. Сражающиеся корабли врезаются в Собор Парижской Богоматери, на чьей крыше происходит эпическое сражение Рошфора и д’Артаньяна за ожерелье. Юноша побеждает противника, и тот падает вниз, пронзённый шпагой. Д’Артаньян забирает ожерелье.
Корабль мушкетёров прилетает в королевский дворец и совершает посадку в его саду. Мушкетёры убеждают короля в том, что корабль — подарок Ришельё, используя свёрток, отданный миледи, а королева тем временем появляется с ожерельем на шее. Король уверяется в верности супруги и в доблести мушкетёров, убивших Рошфора, которого они представляют как английского шпиона и виновника аварии воздушного судна.
В это время миледи приходит в сознание на борту корабля Бекингэма, движущегося во главе огромного воздушного и морского флота во Францию, чтобы отомстить мушкетёрам.

## В ролях

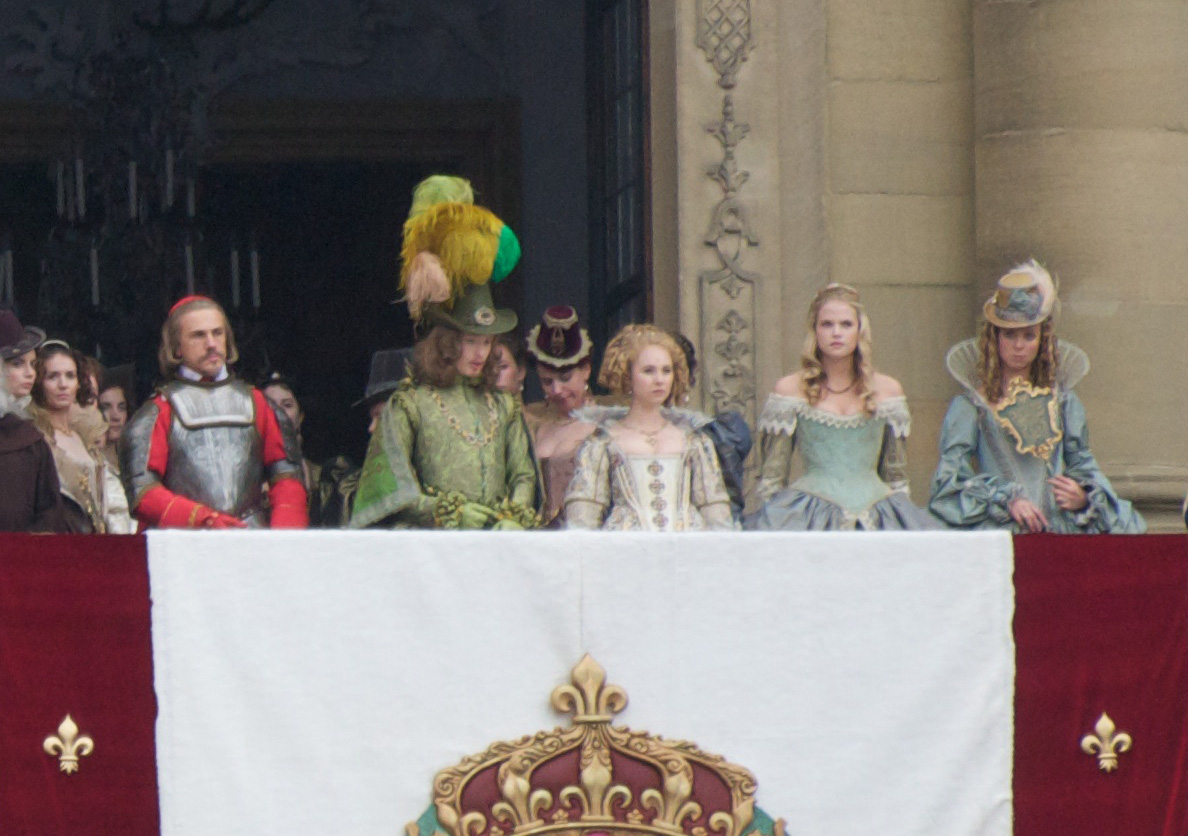
Съёмки фильма в сентябре 2010 года.

| Актёр           | Роль                |
| --------------- | ------------------- |
| Мэтью Макфейден | Атос                |
| Логан Лерман    | Д’Артаньян          |
| Рэй Стивенсон   | Портос              |
| Милла Йовович   | Миледи Де Винтер    |
| Люк Эванс       | Арамис              |
| Кристоф Вальц   | кардинал Ришельё    |
| Орландо Блум    | герцог Бэкингем     |
| Мадс Миккельсен | Рошфор              |
| Габриэлла Уайлд | Констанция Бонасье  |
| Джеймс Корден   | Планше              |
| Фредди Фокс     | король Людовик XIII |
| Джуно Темпл     | королева Анна       |
| Тиль Швайгер    | Калиостро           |

## Прокат
Фильм вышел в прокат в Австрии и Германии 1 сентября 2011 года, в Новой Зеландии, Республике Корея и России — 13 октября 2011 года, в США, Финляндии и Индонезии — 21 октября 2011 года.

## Восприятие
В Северной Америке фильм собрал 20 349 913 долларов, на 4 декабря 2011 года общие мировые сборы составили 132 249 913 долларов.
Фильм получил преимущественно негативные отзывы. На сайте Rotten Tomatoes фильм оценили положительно 25 % критиков, на Metacritic — 35 %.
Квентин Тарантино внёс фильм в свой список самых лучших фильмов 2011 года.